# Le Jeu de l’échelle
Le Jeu de l’échelle (Serpientes y escaleras) est une série télévisée dramatique mexicaine en 8 épisodes d'environ 40 minutes créée par Manolo Caro et diffusée à l'international le 14 mai 2025 sur Netflix.

## Synopsis
Une enseignante se retrouve au cœur d'une querelle opposant deux familles influentes, menaçant son rêve de devenir directrice d'école et mettant à l’épreuve son intégrité.

## Distribution
- Cecilia Suárez (VF : Sybille Tureau) : Dora
- Juan Pablo Medina (VF : Yann Guillemot) : Olmo
- Martiño Rivas (VF : Pascal Nowak) : Vicente
- Marimar Vega (VF : Laëtitia Godès) : Tamara
- Benny Emmanuel (VF : Esteban Oertli) : Toño
- Michelle Rodríguez (VF : Pascale Mompez) : Martha Sánchez
- Loreto Peralta (VF : Charlotte Hervieux) : Juana
- Germán Bracco (VF : Maxime Baudouin) : Nicolás
- Alfredo Gatica (VF : Benjamin Gasquet) : Roque
- Gerardo Trejoluna (VF : Loïc Houdré) : Gobernador
- Luis Felipe Tovar (VF : Serge Biavan) : Antonio
- Margarita Gralia (VF : Véronique Augereau) : Miss Josefina
- Fermín Martínez (VF : Franck Capillery) : Lopitos
- Anthony Giulietti (VF : Gwenaëlle Jegou) : Vicentín
- Kiara Luna (VF : Iris Dorge-Lecomte) : Choquita
- Elizabeth Guindi (VF : Laurence Charpentier) : Miss Paula
- Danna Vasquez (VF : Marie-Frédérique Habert) : Enfermeda Rita
- Fernanda Moyano (VF : Emmanuelle Bodin) : Dani
- Jorge Aranda (VF : Nicolas Dangoise) : Gil

## Production

### Fiche technique
Sauf indication contraire, les informations mentionnées dans cette section peuvent être confirmées par la base de données cinématographiques IMDb,  présente dans la section « Liens externes ».
- Titre original : Serpientes y escaleras
- Titre français : Le Jeu de l’échelle
- Création : Manolo Caro
- Réalisation : Manolo Caro
- Scénario : Manolo Caro, Alexandro Aldrete, Angela Armero, Estíbaliz Burgaleta
- Casting : Lydia Salinas Garcia, Diego Vox
- Costumes : Juan De Dios Rodriguez Villareal, Alberto Escamilla De La Garza, Blanco Pop
- Son : Lucas Vidal
- Production :  Manolo Caro, Maria Jose Cordova, Triana Garcia Simon, Rafael Ley
  - Production déléguée : María José Córdova, Mónica Vértiz
- Sociétés de production : Netflix, Woo Films, Noc Noc Cinema.
- Sociétés de distribution (télévision) : Netflix
- Pays d'origine :  Mexique
- Langue originale : espagnol
- Format : couleur
- Genre : thriller, drame, aventure
- Durée : 33 – 45 minutes
- Date de première diffusion :
  - Monde: 14 mai 2025 sur Netflix
- Classification : déconseillé aux moins de 16 ans

Adaptation
Version française
- Société de doublage : Cinéphase
- Direction artistique : Michèle Dorge
- Adaptation des dialogues :  Virginie Bocher, Coco Carré
- Enregistrement : Téo Joussaume
- Montage : Raphaël Pangrazzi
- Mixage : Nathan Védèche
- Gestion de projet : Gaïl Parenteau

 Source et légende : version française (VF) sur RS Doublage

## Épisodes

### Première saison (2025)
1. Éthique et morale (Ética y moral)
2. Alliances et représailles (Alianza y venganza)
3. Action et passion (Acción y pasión)
4. Protocole anti-tristesse (Anti y tristeza)
5. Famille et tradition (Familia y tradición)
6. Échec et victoire (Fracaso y victoria)
7. Secrets et discrétion (Secreto y discreción)
8. Paradis et enfer (Cielo e infierno)